# پل کریم‌خان زند

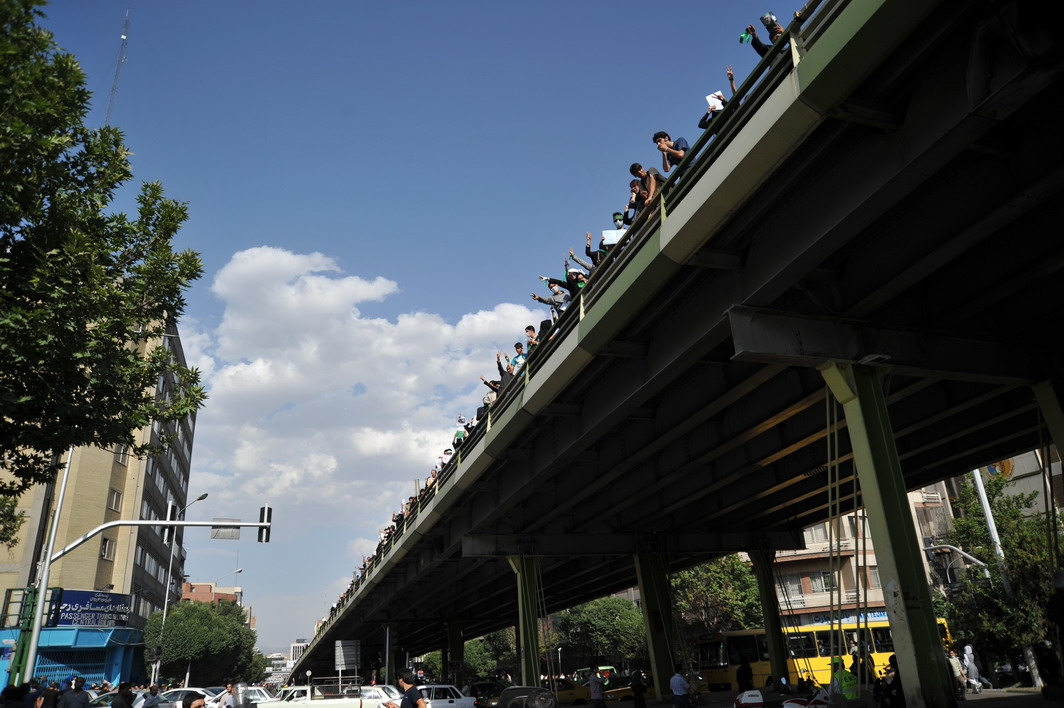
نمایی از پل کریم‌خان زند در جریان راهپیمایی سکوت پس از انتخابات ۱۳۸۸

پل کریم‌خان زند، پلی در شهر تهران است که در تقاطع بلوار کریم‌خان زند و خیابان سپهبد قرنی قرار دارد و سبب روان شدن رفت‌وآمد در خیابان‌هایی چون خیابان سنایی، خیابان میرزای شیرازی و خیابان ایرانشهر شده‌است. طول این پل ۴۳۰ متر و عرض آن ۱۶ متر است.

## تاریخچه

### ساخت
پل کریم‌خان در سال ۱۳۵۲ به‌عنوان یک پل موقت ساخته‌شد تا ترافیک شهر تهران در زمان برگزاری بازی‌های آسیایی کنترل شود. طول عمر این پل پنج سال در نظر گرفته شده و قرار بود پس از برگزاری مسابقات، جمع‌آوری شود. اما این اتفاق نیفتاد و این پل عملاً به‌عنوان یک پل دائمی مورد استفاده قرار گرفت.

### مقاوم‌سازی
پروژه مقاوم‌سازی این پل در تیرماه ۱۳۹۶ شروع شد و در ۲۴ خرداد ۱۳۹۷ خاتمه یافت. طی این پروژه، عرشه فلزی پل به عرشه بتنی تغییر داده شد و با تقویت پایه های پل، مقاومت آن در برابر زلزله به حد قابل قبول رسید. همچنین درزهای حرارتی پل به‌طور کامل آب‌بندی شد و تنها یک درز در قسمت میانی برای تخلیه تنش حرارتی باقی ماند. بودجه اجرای این پروژه بالغ بر ۳۰۰ میلیارد ریال بوده‌است. با اجرای این پروژه، پل کریم‌خان از یک پل موقتی به یک پل دائمی تبدیل شد و هزینه‌های نگهداری آن نیز به‌طور قابل توجهی کاهش یافت.

## پیشه‌ها
اطراف پل کریم‌خان، یکی از مراکز علاقه‌مندان به کتاب و کتاب‌خوانی است؛ چون کتاب‌فروشی‌های مشهوری در آنجا دایر است. پل کریم‌خان پس از خیابان انقلاب، دومین راسته کتاب‌فروشی‌های تهران است. تا قبل از سال ۱۳۶۱، تنها دو کتاب‌فروشی لاروس و بوک‌شاپ در این منطقه وجود داشته که کتاب‌های لاتین می‌فروختند. کتابفروشی‌های انتشارات فرهنگ و هنر گویا، نشر چشمه،موسسه انتشارات نگاه، نشر ثالث، انتشارات اساطیر ، نشر رود و نشر هنوز از جمله مشهورترین کتاب‌فروشی‌های اطراف این پل محسوب می‌شوند. البته رکود حاکم بر بازار کتاب و نشر باعث شده‌است برخی از کتاب‌فروشی‌های مستقر در این خیابان مانند کتابفروشی‌ آبی و نشر ویستار، کار خود را تعطیل کنند و برخی نیز در آستانه تعطیلی قرار بگیرند.
در ضلع جنوبی پل کریم‌خان و خیابان‌های منتهی به آن، مغازه‌های فروش نوشت‌افزار و لوازم اداری فعالیت می‌کنند.